# جيمس عبد النور
إليس جيمس عبد النور (بالإنجليزية: Ellis James Abdnor)‏، أو ـ كما حُرِّفت لتلائم التسميات الغربية ـ جيمس أبدنور (كينبيك (داكوتا الجنوبية)، 13 فبراير 1923 ـ سو فولز (داكوتا الجنوبية)، 16 مايو 2012) هو سياسي جمهوري أمريكي من أبوين لبنانيين (هما صموئيل عبد النور وماري وهبي) كان عضوًا بمجلس الشيوخ عن ولاية داكوتا الجنوبية. وهو ثاني عضو من أصول لبنانية بمجلس الشيوخ الأمريكي بعد جيمس أبو رزق، وكلاهما من الجيل الثاني من اللبنانيين الأمريكيين، وكلاهما كذلك من ولاية داكوتا الجنوبية.